# Paraspongicola acantholepis
Paraspongicola acantholepis is een tienpotigensoort uit de familie van de Spongicolidae. De wetenschappelijke naam van de soort is voor het eerst geldig gepubliceerd in 2011 door Komai.